# Fokker D.I-V
Die Fokker D.I bis Fokker D.V waren die ersten  Doppeldecker-Jagdflugzeuge der deutschen Fliegertruppe und k.u.k. Luftfahrttruppen im Ersten Weltkrieg.

## Entwicklung
Auf Basis des Fokker-Eindeckers entwickelte Ingenieur Martin Kreuzer 1915 als Nachfolgemodell den D.I (Werksbezeichnung M18Z), einen zweistieligen Doppeldecker in Gemischtbauweise mit Rumpf und Tragflächen mit Flächenverwindung des Schulflugzeugs Fokker B.II, jedoch mit Reihenmotor und konventionellem V-Fahrgestell und dem Hecksporn der Eindecker. Sie war mit einem starren, leicht nach links versetzten synchronisiertem MG (LMG 08/15 7,92 mm) bewaffnet. Aufwändige Änderungen mussten an der Maschine vorgenommen werden, bis die drei Prototypen die flugtechnische Abnahme passierten und ab Juni 1916 als erste Jagddoppeldecker an die Front geliefert wurden. Manfred von Richthofen flog eine der ersten gelieferten Maschinen, bevor er auf eine Albatros D.V umstieg.
Ihr folgte 1916 die D.II (M17Z), jedoch verwendete Kreutzer erneut einen Umlaufmotor vom Typ Oberursel U.I mit 100 PS. Eine kleine Serie D.II wurden für die k.u.k. Luftfahrttruppen von M.A.G. hergestellt.
Um zwei MGs tragen zu können, hatte die D.III (M19Z) einen auf sechs Rippen verstärkten Rumpf und einen Oberursel-U-III-Motor mit 160 PS, glich aber ansonsten der B.II Ein kleiner Teil der Flugzeuge wurde mit Querrudern an den oberen Tragflächen gebaut, von denen 10 im Jahr 1917 an die niederländische Luftwaffe verkauft wurden. Eine D.III wurde für die österreichisch-ungarischen Streitkräfte von M.A.G. hergestellt.
Die D.IV (M21) glich erneut der D.I mit Reihenmotor, hatte jedoch überragende Querruder an den Tragflächen, den Reihenmotor Mercedes D III der Albatros-Jäger mit 160 PS und ebenfalls 2 MG.

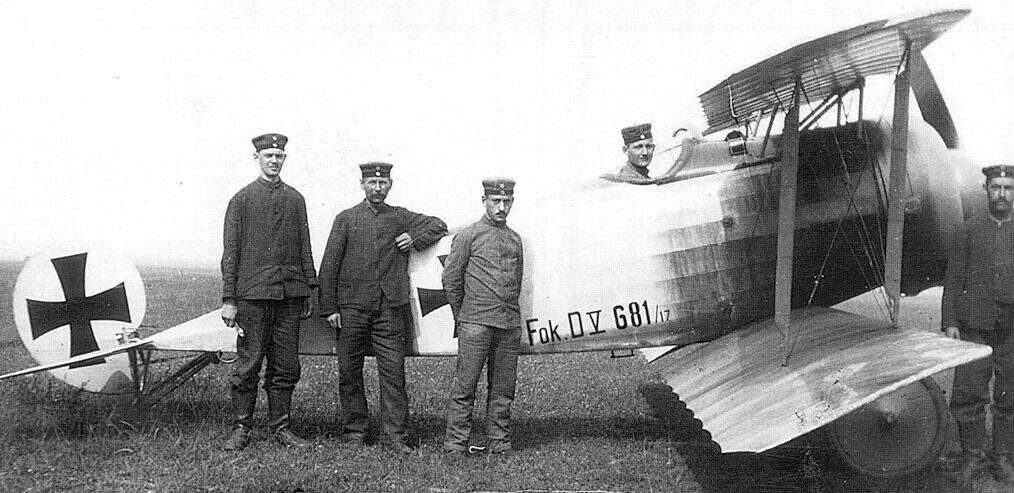
Fokker D.V

Die D.V (M22) wurde als letzter der Doppeldecker-Serie von Ingenieur Kreutzer auf Basis des D.I entworfen und, nachdem Kreutzer mit einer D.I tödlich verunglückt war, von dessen Nachfolger Platz fertiggestellt. Sie war im Gegensatz zu ihren Vorgängern nur einstielig mit leicht pfeilförmigen Tragflächen. Nachdem sich die D.II und D.III mit Umlaufmotoren als erfolgreicher erwiesen hatten, war Kreutzer erneut zum 100 PS Oberursel U.I Umlaufmotor mit 100 PS zurückgekehrt, der durch eine abgerundete Propellerhaube zum Teil abgedeckt wurde. Sie war mit ein bis zwei MG bewaffnet. Die IdFlieg bestellte im Oktober 1916 eine Serie von 200 Flugzeugen (Kennzeichen D2600–2799/16). Zwei weitere Serien zu je 50 Flugzeugen (D650–699/17 und D1600–1649/17) wurden 1917 geordert.

## Einsatz
Insgesamt erwiesen sich die 80 D.I, die 1916 geliefert wurden, mit ihrer Verwindungssteuerung weniger wendig als die gegnerischen Nieuports und wurden daher bald an die Ostfront abgeschoben. Außerdem wies die Maschine handwerkliche Mängel bei der Verarbeitung auf, die am 27. Juni 1916 zum tödlichen Absturz von Martin Kreuzer führten. Im Juli gelangten die ersten Flugzeuge an die Front, im Oktober waren 73 Flugzeuge in den Einheiten. Der erste Luftsieg einer Fokker D.I gelang am 16. September 1916 dem Leutnant der Reserve Otto Höhne von der Jagdstaffel 2. Zwei Flugzeuge gingen an die k.u.k. Luftfahrttruppen.
Die 170 D.II und die 176 D.III, die Mitte 1916 im Einsatz bei Fliegerabteilungen und Kampfeinsitzerkommandos im Einsatz waren, wurden von den überlegenen Albatros D.-Jagdflugzeugen abgelöst.

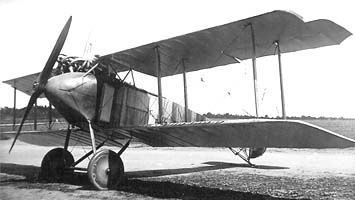
Fokker D.IV

Die 40 D.IV, die 1917 geliefert wurden, waren durch ihre modifizierten Querruder zwar wendiger, aber der Leistungsvorteil des Motors wurde durch die Belastung mit 2 MG zum Teil wieder verspielt. Auch von der D.IV wurde eine kleine Serie von M.A.G. mit dem stärkeren Austro-Daimler-Motor hergestellt. Die Maschine galt als für den Kampfeinsatz nicht solide genug gebaut und wurde bald an Schulungseinheiten abgeschoben.
Die mit 300 Stück gelieferte D.V konnte sich ebenfalls kaum neben der Albatros behaupten. Einige Maschinen wurden an die Marine geliefert, kamen aber nicht zum Fronteinsatz, da ihre Steighöhe als nicht ausreichend beurteilt wurde. Dennoch verglich Testpilot Ernst Didszuleit ihre Wendigkeit mit der der Sopwith Pup: Sie benötige eine nur 15–20 m lange Startbahn, sei sehr leicht und äußerst gut steuerbar.
Insgesamt wurden die Fokker D.I–V nur in begrenztem Umfang an der Front eingesetzt. Die mit Umlaufmotoren bestückten Typen D.II, III und V waren zwar etwas erfolgreicher, wurden aber eher defensiv für Begleitschutzaufträge oder als Schulflugzeuge eingesetzt. Am 6. Dezember 1916 wurden die Flugzeuge aus dem Fronteinsatz herausgezogen, viele gingen an Ausbildungseinheiten oder auch als Abfangjäger an die Kampfeinsitzerstaffeln zum Heimatschutz.

## Technische Daten
| Kenngröße             | D.I                           | D.II                          | D.III                            | D.IV                            | D.V                           |
| --------------------- | ----------------------------- | ----------------------------- | -------------------------------- | ------------------------------- | ----------------------------- |
| Baujahr               | 1915                          | 1916                          | 1916                             | 1917                            | 1917                          |
| Einsatzzweck          | Jagdflugzeug                  | Jagdflugzeug                  | Jagdflugzeug                     | Jagdflugzeug                    | Jagdflugzeug                  |
| Besatzung             | 1                             | 1                             | 1                                | 1                               | 1                             |
| Länge                 | 6,30 m                        | 6,40 m                        | 6,30 m                           | 6,30 m                          | 6,05 m                        |
| Spannweite            | 9,05 m                        | 8,75 m                        | 9,05 m                           | 9,70 m                          | 8,75 m                        |
| Höhe                  | 2,25 m                        | 2,55 m                        | 2,55 m                           | 2,75 m                          | 2,30 m                        |
| Flügelfläche          | 22,00 m²                      | 18,00 m²                      | 20,00 m²                         | 21,00 m²                        | 15,50 m²                      |
| Leermasse             | 463 kg                        | 384 kg                        | 430 kg                           | 606 kg                          | 363 kg                        |
| Startmasse            | 670 kg                        | 575 kg                        | 710 kg                           | 840 kg                          | 566 kg                        |
| Höchstgeschwindigkeit | 150 km/h in NN                | 160 km/h in NN                | 150 km/h in NN                   | 160 km/h in NN                  | 170 km/h in NN                |
| Steigzeit auf 1000 m  | 5 min                         | 4 min                         | 3 min                            | 3 min                           |                               |
| Steigzeit auf 2000 m  |                               | 8 min                         |                                  |                                 |                               |
| Steigzeit auf 3000 m  | 16 min                        | 15 min                        | 12 min                           | 12 min                          | 19 min                        |
| Steigzeit auf 4000 m  | 28 min                        | 24 min                        | 20 min                           | 20 min                          |                               |
| Dienstgipfelhöhe      | 4000 m                        | 4000 m                        | 4700 m                           | 5000 m                          |                               |
| Reichweite            | 200 km                        | 200 km                        | 220 km                           | 220 km                          | 240 km                        |
| Flugdauer             | 2:30 h                        | 1:30 h                        |                                  | 1:30 h                          |                               |
| Triebwerk             | Mercedes D II, 120 PS (88 kW) | Oberursel U I, 100 PS (74 kW) | Oberursel U III, 160 PS (118 kW) | Mercedes D III, 160 PS (118 kW) | Oberursel U I, 100 PS (74 kW) |
| Bewaffnung            | 1 MG                          | 1 MG                          | 2 MG                             | 2 MG                            | 1–2 MG                        |